# エルサン・ギュリュム
エルサン・アデム・ギュリュム（Ersan Adem Gülüm, トルコ語発音: [æɾˈsan ˈaːdem ˈɟylym], 1987年5月17日 - ）は、オーストラリア・メルボルンカールトン出身の元サッカー選手。現役時代のポジションはディフェンダー (センターバック及び左サイドバック) 。

## 経歴

### クラブ
オーストラリア・メルボルンの郊外メドウ・ハイツに育ち、ヒューム・シティFCでキャリアを開始したギュリュムは、ヒューム・シティ以外にも学校のクラブチームでプレーしており、選抜メンバーとしてイングランド遠征に参加していた際にスュペル・リグ（トルコ1部）のマニサスポルを率いるエルスン・ヤナル監督に見出され、2006年7月10日にマニサスポルと契約した。マニサスポルでは、大半をリザーブチームで過ごし、トップチームでの出場機会は僅かだったが、2007-08シーズン後半に移籍金1万5000ユーロでTFF1.リグ（トルコ2部）のエラズースポルと契約すると、左サイドバックとして名を上げ、半年後に移籍金18万ユーロで同2部のアダナスポルと契約した。加入1季目の2008-09シーズンは主力として30試合に出場し、センターバックとしてベストイレブンに選出される成功を収めたことで、その活躍に1部の強豪ガラタサライSKとベシクタシュJKから関心を寄せられ、2010年7月17日にベシクタシュへの期限付き移籍（買い戻しオプション付き）で合意した。
ベシクタシュでは、トマーシュ・シヴォクとマッテオ・フェラーリの負傷からイブラヒム・トラマンとコンビを組んで一時的に定位置を確保しており、十字靭帯損傷によって後半戦の殆どを逃したことで10試合の出場にとどまったが、クラブ側の評価は高く、2011年6月4日に移籍金400万ユーロで完全移籍を果たした。2011-12シーズン前の合宿中において、再び十字靭帯を損傷し、大半の欠場を余儀なくされる困難な時期にあったが、2012-13及び2013-14シーズンにおいては、度々の軽傷によって万全とはいかないながらも20試合、19試合と一定の出場機会を得てシヴォクやジュリアン・エスキュデ、ペドロ・フランコ等と連携して守備を担った。

### 代表
トルコ人の両親の下でオーストラリアに生まれたため、オーストラリア代表とトルコ代表の出場資格を有していた。

#### オーストラリアU-23
2007年6月のヨルダンU-23戦へ向け、北京オリンピックを目指すU-23代表チームに招集され、6日の同試合でルベン・ザドコヴィッチと交代で84分から初出場を飾った。
U-23代表としてグラハム・アーノルド監督の下で2試合に出場するも、A代表での出番は一向に訪れず、ホルガー・オジェック新監督体制の初戦のエジプトとの親善試合にも未招集に終わると、見過ごされていると感じたため、2010年11月に自身のルーツであるトルコ代表を選択することを表明した。

#### トルコ
2010年11月、トルコ代表を率いるフース・ヒディンク監督によってオランダ戦へ向けて招集される。同試合で未出場に終わった後、「非常にポジティブだった」とオジェック監督が語る程の前向きな姿勢をオーストラリアとの会談の際に見せたことで、12月にAFCアジアカップ2011の候補50人に入れられ、引退したスコット・チッパーフィールドが務めていた左サイドバックに適任者が現れず、またセンターバックを務められることから最終23人のメンバー入りを果たすと見られていた。しかし、最終的に父親からの説得によってトルコ代表としてプレーすることを決定した。
2012年11月にデンマーク戦へ向け、アブドラ・アブジュ監督によってトルコ代表に再招集される。同試合の出場はなく、2013年9月10日に2014 FIFAワールドカップ・ヨーロッパ予選のルーマニア戦でトルコ代表として初出場を飾った。

## タイトル

### クラブ
ベシクタシュJK
- スュペル・リグ : 2015-16, 2016-17
- テュルキエ・クパス : 2010-11